# Trượt băng nằm sấp tại Thế vận hội Mùa đông 2018 - Nam
Nội dung trượt băng nằm sấp của nam tại Thế vận hội Mùa đông 2018 diễn ra vào ngày 15 và 16 tháng 2 tại Alpensia Sliding Centre gần Pyeongchang, Hàn Quốc.

## Kết quả
TR – Kỷ lục đường đua (in nghiêng là kỷ lục bị vượt qua). Người về nhất ở mỗi lượt được in đậm.
| XH | STT | Tên                       | Quốc gia                     | Lượt 1   | Hạng 1 | Lượt 2   | Hạng 2 | Lượt 3 | Hạng 3 | Lượt 4        | Hạng 4        | Tổng    | Kém   |
| -- | --- | ------------------------- | ---------------------------- | -------- | ------ | -------- | ------ | ------ | ------ | ------------- | ------------- | ------- | ----- |
| 1  | 6   | Yun Sung-bin              | Hàn Quốc                     | 50.28 TR | 1      | 50.07 TR | 1      | 50.18  | 1      | 50.02 TR      | 1             | 3:20.55 | –     |
| 2  | 10  | Nikita Tregubov           | Vận động viên Olympic từ Nga | 50.59    | 2      | 50.50    | 4      | 50.53  | 5      | 50.56         | 2             | 3:22.18 | +1.63 |
| 3  | 16  | Dominic Parsons           | Anh Quốc                     | 50.85    | 5      | 50.41    | 3      | 50.33  | 3      | 50.61         | 3             | 3:22.20 | +1.65 |
| 4  | 9   | Martins Dukurs            | Latvia                       | 50.85    | 5      | 50.38    | 2      | 50.32  | 2      | 50.76         | 5             | 3:22.31 | +1.76 |
| 5  | 8   | Tomass Dukurs             | Latvia                       | 50.88    | 7      | 50.58    | 5      | 50.65  | 6      | 50.63         | 4             | 3:22.74 | +2.19 |
| 6  | 23  | Kim Ji-soo                | Hàn Quốc                     | 50.80    | 4      | 50.86    | 6      | 50.51  | 4      | 50.81         | 6             | 3:22.98 | +2.43 |
| 7  | 7   | Axel Jungk                | Đức                          | 50.77    | 3      | 51.01    | 9      | 50.83  | 8      | 50.99         | 10            | 3:23.60 | +3.05 |
| 8  | 11  | Christopher Grotheer      | Đức                          | 51.05    | 9      | 51.06    | 11     | 51.01  | 10     | 50.93         | 8             | 3:24.05 | +3.50 |
| 9  | 12  | Alexander Gassner         | Đức                          | 51.05    | 9      | 51.08    | 12     | 51.04  | 11     | 50.93         | 8             | 3:24.10 | +3.55 |
| 10 | 21  | Jerry Rice                | Anh Quốc                     | 51.06    | 11     | 51.15    | 13     | 51.04  | 11     | 50.99         | 10            | 3:24.24 | +3.69 |
| 11 | 13  | Matthew Antoine           | Hoa Kỳ                       | 51.16    | 12     | 50.98    | 8      | 50.91  | 9      | 51.34         | 14            | 3:24.39 | +3.84 |
| 12 | 26  | Vladyslav Heraskevych     | Ukraina                      | 51.26    | 14     | 51.16    | 15     | 51.21  | 17     | 50.85         | 7             | 3:24.47 | +3.92 |
| 13 | 24  | Geng Wenqiang             | Trung Quốc                   | 51.51    | 19     | 50.87    | 7      | 51.18  | 15     | 51.09         | 12            | 3:24.65 | +4.10 |
| 14 | 20  | Rhys Thornbury            | New Zealand                  | 50.90    | 8      | 51.03    | 10     | 50.65  | 6      | 52.14         | 20            | 3:24.72 | +4.17 |
| 15 | 17  | Vladislav Marchenkov      | Vận động viên Olympic từ Nga | 51.27    | 15     | 51.49    | 20     | 51.05  | 13     | 51.37         | 15            | 3:25.18 | +4.63 |
| 16 | 18  | John Daly                 | Hoa Kỳ                       | 51.23    | 13     | 51.15    | 14     | 51.33  | 18     | 51.65         | 19            | 3:25.35 | +4.80 |
| 17 | 19  | Kevin Boyer               | Canada                       | 51.46    | 18     | 51.24    | 16     | 51.14  | 14     | 51.56         | 17            | 3:25.40 | +4.85 |
| 18 | 14  | Matthias Guggenberger     | Áo                           | 51.38    | 16     | 51.29    | 17     | 51.81  | 25     | 51.25         | 13            | 3:25.73 | +5.18 |
| 19 | 27  | John Farrow               | Úc                           | 51.64    | 21     | 51.31    | 18     | 51.40  | 20     | 51.53         | 16            | 3:25.88 | +5.33 |
| 20 | 3   | Alexander Henning Hanssen | Na Uy                        | 51.44    | 17     | 51.51    | 22     | 51.37  | 19     | 51.57         | 18            | 3:25.89 | +5.34 |
| 21 | 15  | Dave Greszczyszyn         | Canada                       | 51.73    | 23     | 51.31    | 18     | 51.57  | 21     | Không đi tiếp | Không đi tiếp | 2:34.61 | N/A   |
| 22 | 25  | Hiroatsu Takahashi        | Nhật Bản                     | 52.00    | 27     | 51.50    | 21     | 51.19  | 16     | Không đi tiếp | Không đi tiếp | 2:34.69 | N/A   |
| 23 | 4   | Ander Mirambell           | Tây Ban Nha                  | 51.64    | 21     | 52.06    | 26     | 51.59  | 22     | Không đi tiếp | Không đi tiếp | 2:35.29 | N/A   |
| 24 | 2   | Dorin Dumitru Velicu      | România                      | 51.91    | 25     | 51.51    | 23     | 52.02  | 27     | Không đi tiếp | Không đi tiếp | 2:35.40 | N/A   |
| 25 | 22  | Barrett Martineau         | Canada                       | 51.94    | 26     | 51.76    | 24     | 51.70  | 23     | Không đi tiếp | Không đi tiếp | 2:35.44 | N/A   |
| 26 | 28  | Katsuyuki Miyajima        | Nhật Bản                     | 51.63    | 20     | 52.15    | 27     | 51.80  | 24     | Không đi tiếp | Không đi tiếp | 2:35.58 | N/A   |
| 27 | 29  | Joseph Luke Cecchini      | Ý                            | 51.88    | 24     | 51.80    | 25     | 51.96  | 26     | Không đi tiếp | Không đi tiếp | 2:35.64 | N/A   |
| 28 | 30  | Adam Edelman              | Israel                       | 52.48    | 28     | 52.43    | 28     | 52.35  | 28     | Không đi tiếp | Không đi tiếp | 2:37.26 | N/A   |
| 29 | 1   | Anthony Watson            | Jamaica                      | 53.13    | 29     | 54.04    | 29     | 53.35  | 29     | Không đi tiếp | Không đi tiếp | 2:40.52 | N/A   |
| 30 | 5   | Akwasi Frimpong           | Ghana                        | 53.97    | 30     | 54.46    | 30     | 53.69  | 30     | Không đi tiếp | Không đi tiếp | 2:42.12 | N/A   |